# Chris Hajt
Christopher William Hajt (Saskatoon, 5 luglio 1978) è un allenatore di hockey su ghiaccio ed ex hockeista su ghiaccio canadese.
È figlio di un altro noto hockeista, Bill Hajt, attivo tra il 1973 e il 1987 in NHL. Come il padre è stato un difensore.

## Carriera
Nato in Canada, ha vissuto per buona parte della sua vita, a seguito del padre, negli Stati Uniti ad Amherst (New York). È stato scelto dagli Edmonton Oilers come seconda scelta nel draft 1996. In NHL tuttavia ha disputato solo sei incontri: uno con gli Oilers nel 2000-01 e cinque con i Washington Capitals nel 2003-04. Tra il 1998 e il 2006 è stato invece protagonista in AHL, con Hamilton Bulldogs, Portland Pirates e Lowell Lock Monsters.
Nel 2006 si è trasferito in Europa. Nel 2006-07 ha giocato prima in Germania coi Füchse Duisburg, poi in Finlandia con il Lukko di Rauma.
Nel 2007 ha firmato con l'Hockey Club Bolzano, con cui si è aggiudicato la Supercoppa italiana e lo scudetto. Al termine della stagione, all'età di trent'anni, si è ritirato dall'hockey giocato, divenendo allenatore in seconda dei Guelph Storm, squadra che milita nella OHL, uno dei tre principali campionati giovanili nordamericani, in cui Hajt ha giocato dal 1994 al 1998 e di cui era stato capitano per le ultime due stagioni. I tifosi dei Guelph Storm lo hanno inserito nel novero dei 25 migliori giocatori di sempre ad aver vestito quella maglia, in occasione di un sondaggio per i 25 anni della società tenuto nel 2015.
Nell'estate del 2014 è stato scelto come assistente allenatore per il farm team in American Hockey League dei Los Angeles Kings, i Manchester Monarchs.
Dopo aver ricoperto il ruolo di assistente allenatore per due stagioni (2015-2017) in un'altra squadra di American Hockey League, gli Ontario Reign, Hajt venne messo sotto contratto, con lo stesso ruolo dai Buffalo Sabres in NHL.. Anche l'esperienza sulla panchina NHL durò per due stagioni: nell'estate del 2019 ha fatto ritorno ai Reign.

## Palmarès

### Club
- Campionato italiano: 1

Bolzano: 2007-2008
- Supercoppa italiana: 1

Bolzano: 2007
- Ontario Hockey League: 1

Guelph: 1997-1998